# David Carreira
David Araújo Antunes, född 30 juli 1991 i Dourdan, mer känd under sitt artistnamn David Carreira, är en portugisisk sångare som är född i Frankrike. 
Hans debutalbum Nº 1 gavs ut den 17 oktober 2011. Albumet har toppat den portugisiska albumlistan. Hans mest framgångsrika singel är debutsingeln "Esta noite" som framförs tillsammans med Jmi Sissoko och som har nått nionde plats på den portugisiska singellistan. Hans låtar "Tu" och "Falling Into You" har nått topp-15-placeringar.

## Diskografi

### Album
- 2011 - Nº 1
- 2013 - A força está em nós

### Singlar
- 2011 - "Esta noite"
- 2011 - "Tu"
- 2012 - "Falling Into You"
- 2012 - "Don't Stop the Party / Esta Noite" (remix) (featuring Lara Life & Jmi Sissoko)
- 2013 - "Baby Fica" (featuring Anselmo Ralph)
- 2013 - "Obrigado la famille" (featuring Dry)
- 2014 - "ABC" (featuring Boss AC)
- 2014 - "Boom"